# Полесск
Поле́сск (до 1946 года Лабиау, нем. Labiau) — город в Калининградской области России, административный центр Полесского района (муниципального округа).
Население — 6954 чел. (2023).
Город находится в 46 км к северо-востоку от Калининграда, на левом берегу реки Деймы, которая вместе с другими реками и каналами является связующим звеном, соединяющим реку Преголю с рекой Неман. В пешей досягаемости — южный берег Куршского залива.

## История
Впервые упоминается в 1249 году как Лабагов. Название от прусского labs «хороший» с суффиксом -ov либо по реке под названием Лаба (прежнее название Деймы). Позднее закрепляется онемеченное Лабиау (нем. Labiau). Город с 28 июня 1642 года.
В 1656 году в городе был подписан договор о союзе в войне против Польши между курфюрстом Фридрихом Вильгельмом I и шведским королём Карлом X.
В 1885 году в Лабиау проживало 4 744 жителя, большинство из них были лютеранами (29 католиков и 92 иудея.)
К 1930 году в городе насчитывалось 5411 жителей, функционировал пивзавод и другие предприятия.
С 1945 года в составе СССР (РСФСР). В 1946 году переименован в Полесск в честь одного из полководцев, Героя Советского Союза, гвардии полковника Сергея Ивановича Полецкого, погибшего в ходе Восточно-Прусской операции. По другим данным — при переименовании в 1946 году был назван благодаря своим обширным лесным и охотничьим угодьям.

## Население
| 1959  | 1970  | 1979  | 1989  | 1996  | 1998  | 2000  | 2001  | 2002  | 2005  | 2006  |
| ----- | ----- | ----- | ----- | ----- | ----- | ----- | ----- | ----- | ----- | ----- |
| 5435  | ↗5601 | ↗6338 | ↗6859 | ↗7200 | ↗7300 | ↗7400 | →7400 | ↗7681 | ↘7600 | →7600 |
| 2007  | 2008  | 2009  | 2010  | 2011  | 2012  | 2013  | 2014  | 2015  | 2016  | 2017  |
| →7600 | →7600 | ↗7642 | ↘7581 | ↗7600 | ↘7541 | ↘7434 | ↘7291 | ↘7115 | ↘7033 | ↗7041 |
| 2018  | 2019  | 2020  | 2021  | 2023  |       |       |       |       |       |       |
| ↘7011 | ↘6954 | ↘6887 | ↗6926 | ↗6954 |       |       |       |       |       |       |

На 1 января 2025 года по численности населения город находился на 1019-м месте из 1124 городов Российской Федерации.
По переписи 1989 года, в Полесске проживало 6 859 человек, в том числе 3 314 мужчин и 3 545 женщин.
Национальный состав
По итогам переписи населения 2020 года проживали следующие национальности (национальности менее 0,1 % и другое, см. в сноске к строке «Другие»):
| Национальность | Численность, чел. | Доля     |
| -------------- | ----------------- | -------- |
| Русские        | 6043              | 87,25 %  |
| Белорусы       | 93                | 1,34 %   |
| Цыгане         | 85                | 1,23 %   |
| Украинцы       | 76                | 1,10 %   |
| Армяне         | 53                | 0,77 %   |
| Литовцы        | 40                | 0,58 %   |
| Немцы          | 40                | 0,58 %   |
| Узбеки         | 27                | 0,39 %   |
| Мордва         | 23                | 0,33 %   |
| Татары         | 15                | 0,22 %   |
| Чуваши         | 9                 | 0,13 %   |
| Азербайджанцы  | 7                 | 0,10 %   |
| Другие         | 415               | 5,98 %   |
| Итого          | 6926              | 100,00 % |

## Экономика
АО «Полесский рыбоконсервный завод», ЗАО «Промкорм», АО «Кировский сырзавод» и АО «Залесовский сырзавод».

## Социальная сфера

### Учреждения культуры и образования
- Калининградский филиал Санкт-Петербургского государственного аграрного университета (Советская улица, дом 10)[31].
- МАОУ Полесская СОШ
- Профессиональное техническое училище, с 2012 года ГБОУ СПО КО «Полесский техникум профессиональных технологий». Ученический коллектив учебного заведения состоит из 225 юношей и 100 девушек. Естественно, что это число может год от года меняться в зависимости от количества поданных заявлений.
- Инс-театр
- Краеведческий музей
- Музей кукол
- Художественно-ремесленные мастерские
- МБУ «Полесский культурно-досуговый центр»
- Дом детского творчества
- Музыкальная школа
- Детская библиотека
- Детские сады: «Рябинушка», «Родничок», «Журавлик»

## Архитектура и достопримечательности
Памятники археологии, истории, культуры, относящиеся к прусскому, тевтонскому и германскому периодам:
- замок Лабиау XIV в. (г. Полесск)
- Крайсхаус — здание бывшего районного управления (1913)
- здание бывшей католической капеллы св. Ансгара (1928)
- обводная крепость XIII в. (г. Полесск)
- водонапорная башня высотой 31 метр (1907)
- Орлиный разводной мост (Адлер брюкке) через реку Дейму постройки 1919—1922 годов, восстановленный с сохранением старинного механизма[32]
- здание больницы (1895)
- здание пивоварни Лабиау (конец XIX — начало XX веков)
- На противоположной стороне города, на Дейме начинается Полесский канал (Фридрихсграбен).

Памятники, относящиеся к другим периодам:
- церковь святителя Тихона-патриарха Московского и всея Руси
- памятник В. И. Ленину
- мемориал ВОВ
- бюст В. И. Ленина
- бюст К. Маркса

## Фотографии

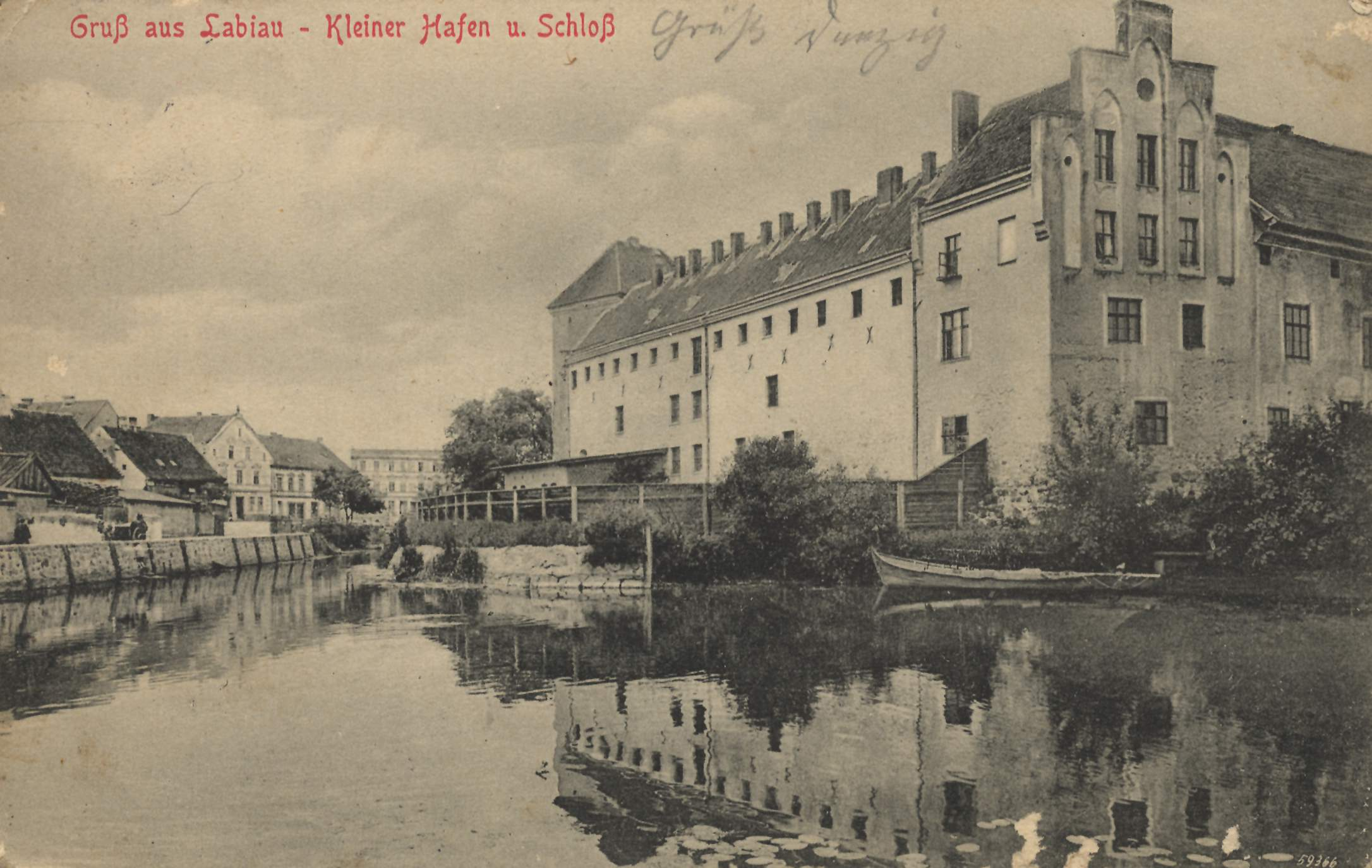
Замок Лабиау в 1915 году
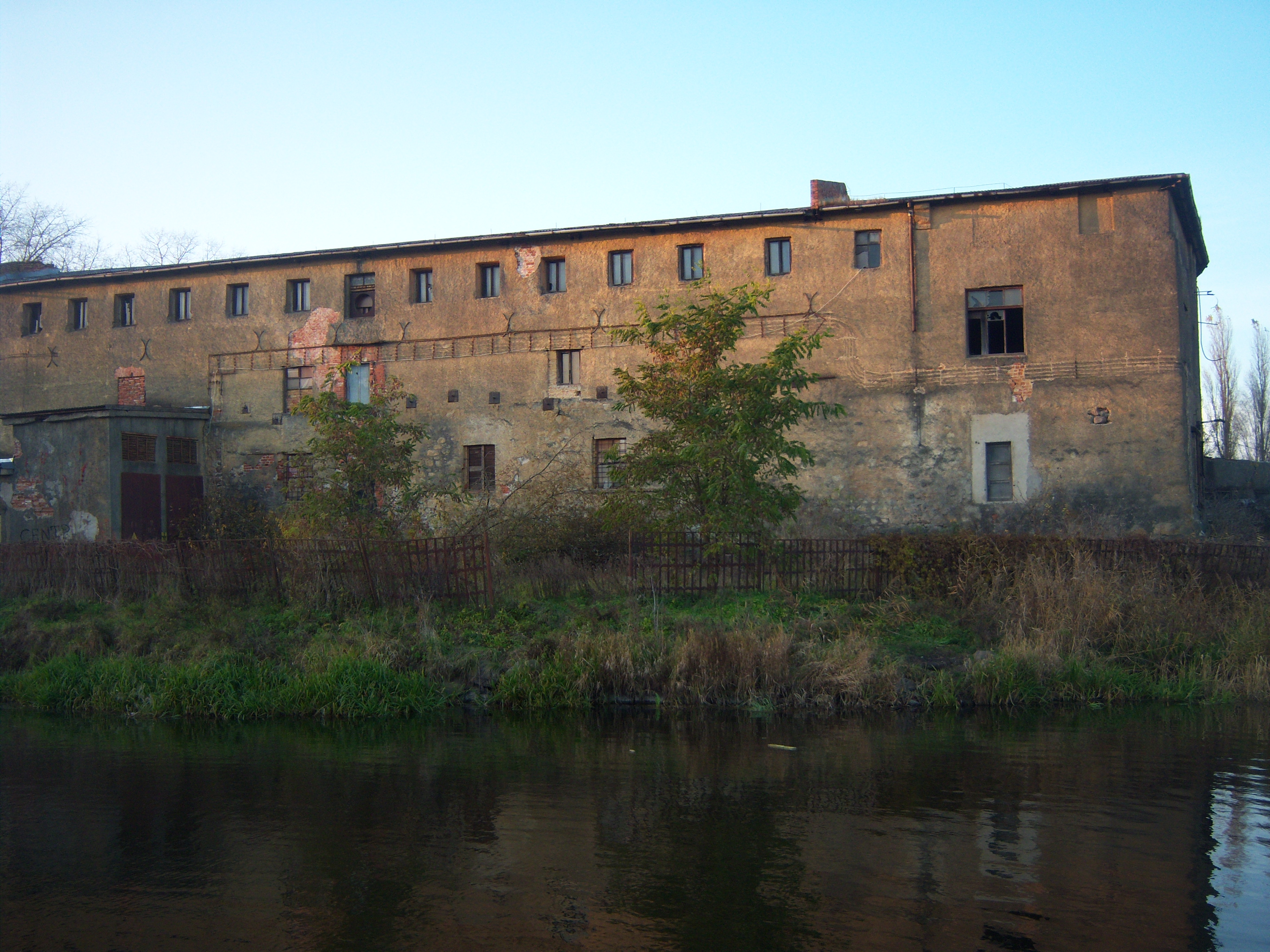
Замок Лабиау в 2011 году
Водонапорная башня в 2017 году
Водонапорная башня
Водонапорная башня
Памятник В. И. Ленину в 2017 году

## Известные люди Полесска (Лабиау)
- В Лабиау родился немецкий и латвийский педагог и писатель Х. Ф. Каацкий.
- В Лабиау родился российский генерал Фёдор Фёдорович Эртель.
- В Полесске жил поэт И. П. Михайлюта.
- В 1972 в Полесске родился известный калининградский писатель, режиссёр и актёр Андрей Владимирович Ковалёв.
- В Лабиау родился немецкий архитектор Якоб Эфраим Польцин
- С 1562 по 1587 года в городской церкви Лабиау служил Иоанн Бретке (Йо́нас Бретку́нас) (1536-1602)- один из основоположников литовской словесности, автор-составитель религиозных текстов, переводчик Библии на литовский язык.

## Транспорт
В Полесске расположена одноимённая станция Калининградской железной дороги. Эта станция относится к железнодорожной линии Калининград — Советск.

## Гостиницы
- «Дельта» (Банный пер., д. 2)[33]